# Protanthea simplex
Protanthea simplex is een zeeanemonensoort uit de familie Gonactiniidae. Protanthea simplex werd in 1891 voor het eerst wetenschappelijk beschreven door Oskar Carlgren. Het is de enige soort in het monotypische geslacht Protanthea.

## Beschrijving
Protanthea simplex is een kleine, tere zeeanemoon met een afgeplatte, licht hechtende basis die uitpuilt onder onder de mondschijf. De tentakels hebben een ijzig uiterlijk en worden meestal uitgestrekt gehouden. Ze kunnen niet in de zuil worden teruggetrokken, maar de zeeanemoon zal de tentakels afwerpen bij verstoring, bijvoorbeeld als deze uit het water wordt verwijderd. De zuil is zalmroze, loopt wijd uit onder de tentakels en bereikt een lengte tot twee centimeter. Er zijn tot 100 tot 160 slanke, doorschijnende, witte of lichtroze tentakels tot anderhalve centimeter lang, gerangschikt in vijf of zes ringen. Wanneer de oranje-roze geslachtsklieren rijp zijn, kunnen ze zichtbaar zijn door de wand van de zuil.

## Verspreiding
Deze anemoonsoort wordt aangetroffen in zowel ondiep als diep water rond de westkust van Schotland vanaf de Firth of Clyde naar het noorden, met name in zeearmen. Het wordt ook gevonden rond de kusten van het Skagerrak en het noorden van het Kattegat en op één locatie in Connemara, Ierland. Het lijkt de voorkeur te geven aan verticale rotswanden op beschutte locaties met weinig beweging van water en is tot 500 meter diep gevonden.